# Décennie 1160 en arts plastiques
Cette page concerne les années 1160 en arts plastiques.

## Naissances
- 1160 : Ma Yuan, peintre chinois.

## Décès
- Vers 1162 : Zhao Boju, peintre chinois.